# Rafalus lymphus
Rafalus lymphus är en spindelart som först beskrevs av Próchniewicz, Heciak 1994.  Rafalus lymphus ingår i släktet Rafalus och familjen hoppspindlar. Inga underarter finns listade i Catalogue of Life.